# 테오다하투스

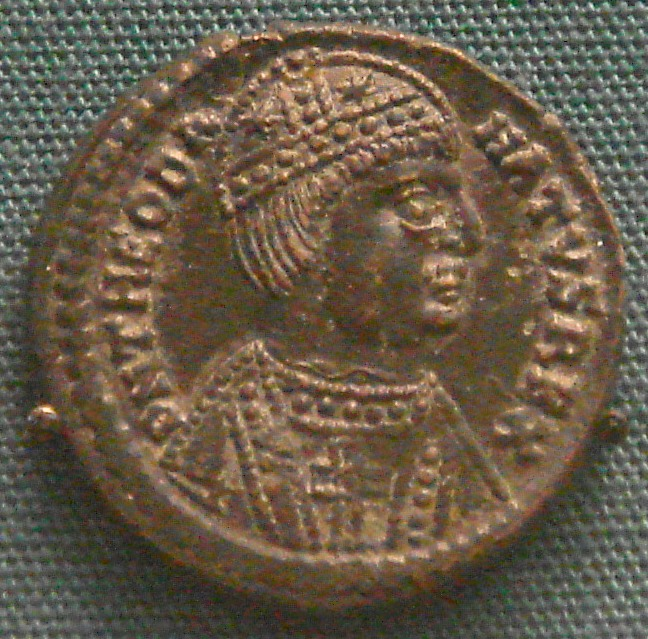

테오다하드(Theodahad, ? ~ 536년, 재위 534년 ~ 536년)은 테오도릭 대왕의 조카로, 동고트 왕국의 3대 국왕이다. 534년 아탈라릭 서거후 아말라순타와 함께 동고트 왕국의 공동 지배자가 되었으나, 535년 아말라순타를 유배보내 죽게 했다. 536년 아말라순타의 사위 비티게스에게 살해되었다.
| 전임 아탈라릭 | 제3대 동고트 왕국의 국왕 534년 ~ 536년 | 후임 비티게스 |